# Martin Klöti

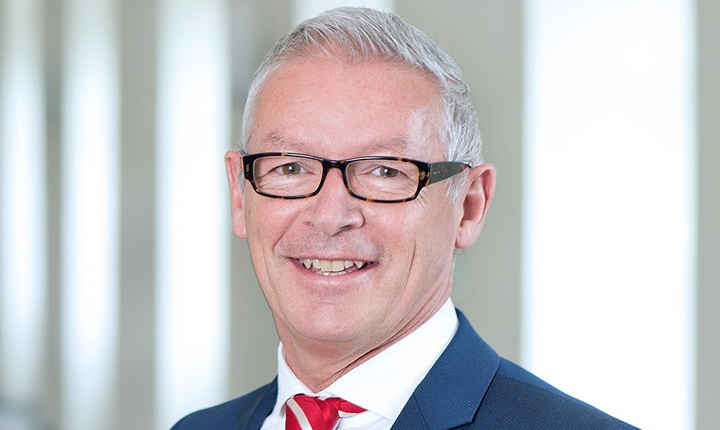
Martin Klöti

Martin Klöti (* 1. April 1954, heimatberechtigt in Wald ZH und Kloten) ist ein Schweizer Politiker (FDP) und ehemaliger Regierungsrat des Kantons St. Gallen.

## Leben
Klöti wuchs in Meilen auf. Er besuchte in Küsnacht ZH das Lehrerseminar und liess sich im Oberseminar in Zürich zum Primarlehrer ausbilden. Von 1976 bis 1989 lebte er als Landwirt und Lehrer in Mogelsberg. 1978 gründete er mit seinem damaligen Lebenspartner Hans Gerd Kübel (1934 bis 1994) eine Lachsräucherei Balik im Toggenburg. Neben anderen Weiterbildungen folgte von 1992 bis 1995 der Besuch der Ingenieurschule ITR, Abteilung Landschaftsarchitektur, in seiner langjährigen Wahlheimat Rapperswil SG. Seit 1995 ist Klöti diplomierter Landschaftsarchitekt HTL. Als Unternehmer erwarb er 1999 mit einem Geschäftspartner ein seit langer Zeit leerstehendes Hotel, baute es um und eröffnete es neu als Jakob-Hotel am Hauptplatz. Im selben Jahr gründete und organisierte er das Festival blues'n'jazz Rapperswil.

## Politik
Am 1. Januar 1997 beginnt Klötis politische Karriere als Stadtrat in Rapperswil (SG), ab 1999 als Vizestadtammann, bis zum Fusionsentscheid von Rapperswil-Jona. Nach neun Jahren Milizpolitik trat der zurück und begann am 1. Januar 2006 sein Amt als Stadtammann in Arbon (TG). Er verlegte den Wohnsitz an seinen neuen Wirkungsort am Bodensee. Klöti war der Nachfolger 
von Lydia Buchmüller, die nach Differenzen und gesundheitlichen Problemen ihr Amt niederlegen musste. 2008 wurde Klöti in den Grossen Rat des Kantons Thurgau gewählt.
Bei den Wahlen vom 11. März 2012 wurde Martin Klöti im ersten Wahlgang in den Regierungsrat des Kantons St. Gallen gewählt. Er trat somit als Stadtammann von Arbon ab und als Kantonsrat zurück. Als Nachfolger von Kathrin Hilber wurde er Mitglied der Regierung des Kantons St. Gallen und Vorsteher des Departements des Innern. Am 28. Februar 2016 wurde Martin Klöti wiedergewählt. Im Amtsjahr 2016/2017 war er zudem Regierungspräsident.
Von Juni 2015 war er im Präsidium der Schweizerischen Sozialdirektorenkonferenz SODK und ab August 2017 deren Präsident. 2020 trat er nicht mehr zur Wiederwahl an. Mit dem Ende seiner Amtsdauer als Mitglied der St. Galler Regierung hat Martin Klöti sämtliche Mandate abgegeben.

## Gesellschaftliches und ehrenamtliches Engagement
Von 2006 bis 2020 amtierte er als Präsident der Saurer 150-Jahre-Jubiläumsstiftung. 2010 Gründung Saurer Museum in Arbon. Von Juni 2012 bis Juni 2020 war Klöti Vize-Präsident von Konzert und Theater St. Gallen KTSG sowie der Stiftung Lokremise. Ebenfalls von Juni 2012 bis Juni 2020 war er Vize-Präsident der St. Gallischen Kulturstiftung. Von 2012 bis 2020 war Klöti Vorstandsmitglied des Vereins Schloss Werdenberg. Von Dezember 2014 bis Juni 2020 war er zusätzlich Verbandspräsident der Aids-Hilfe Schweiz, AHS. 
Von Juni 2016 bis Juni 2020 war er Mitglied des Stiftungsrats Kunst(Zeug)Haus Rapperswil-Jona. 
Seit September 2016 ist er Mitglied im Stiftungsrat Stradivari-Stiftung Habisreutinger. Mit Austritt aus der St. Galler Regierung zum Ende seiner zweiten Amtsperiode hat Martin Klöti im Juni 2020 sämtliche Mandate abgegeben, ausgenommen die Mitgliedschaft im Stiftungsrat Stradivari-Stiftung Habisreutinger.